# Napoleon Orda

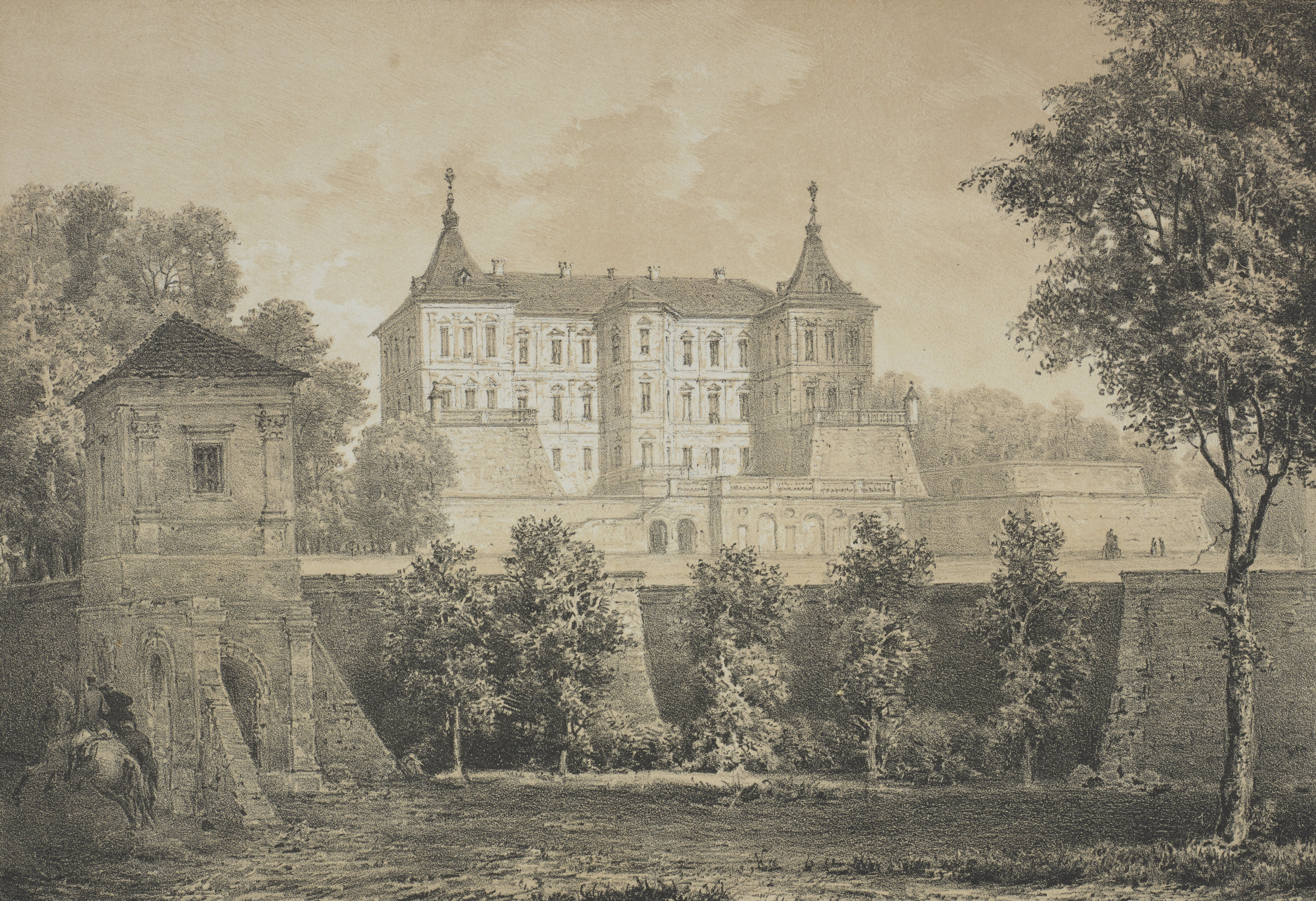
Zamek w Podhorcach

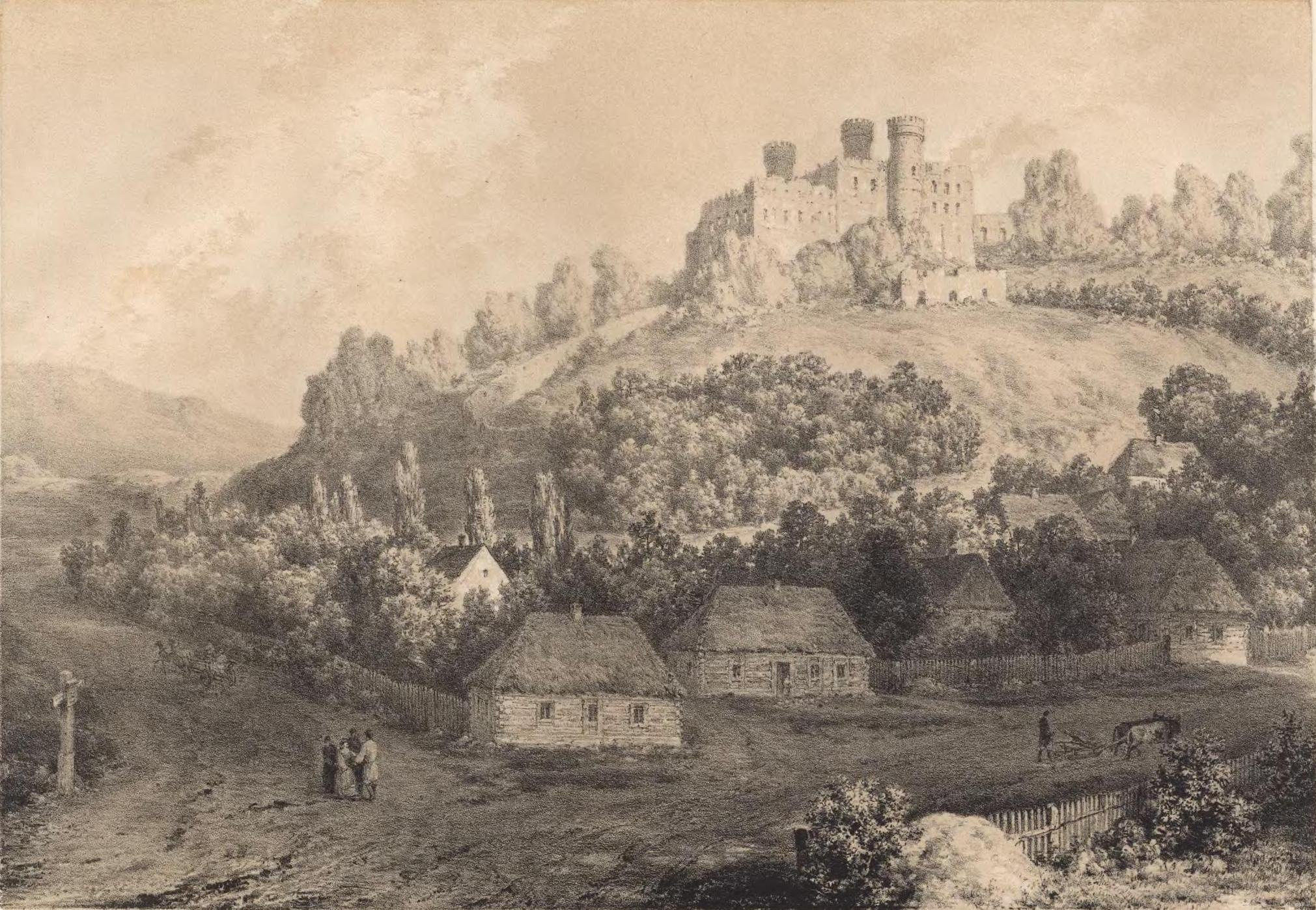
Zamek Ogrodzieniec

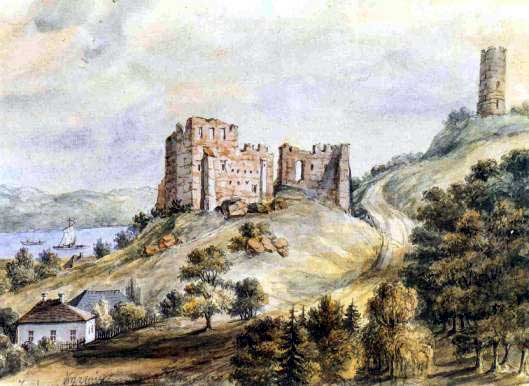
Rozwaliny zamku w Kazimierzu, ok. 1870, akwarela

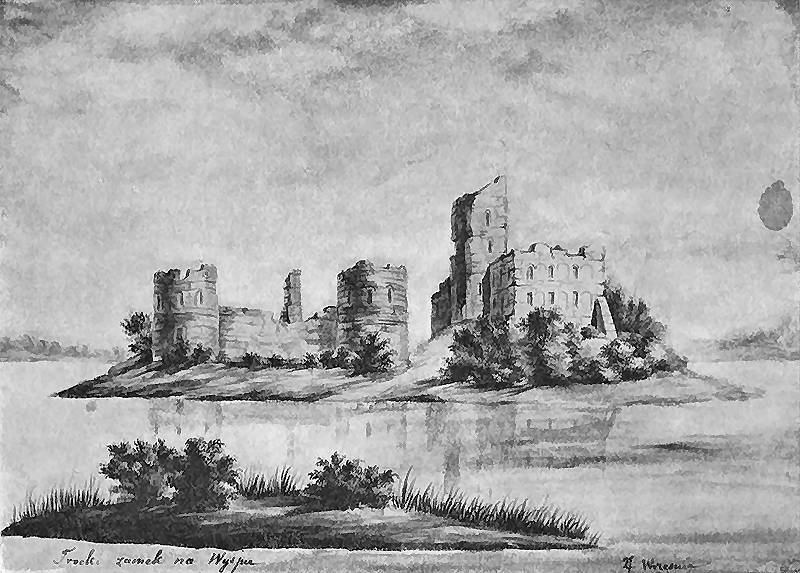
Troki nad jeziorem Trockiem, ruiny zamku Kiejstuta ok. 1877, ołówek podmalowany akwarelą

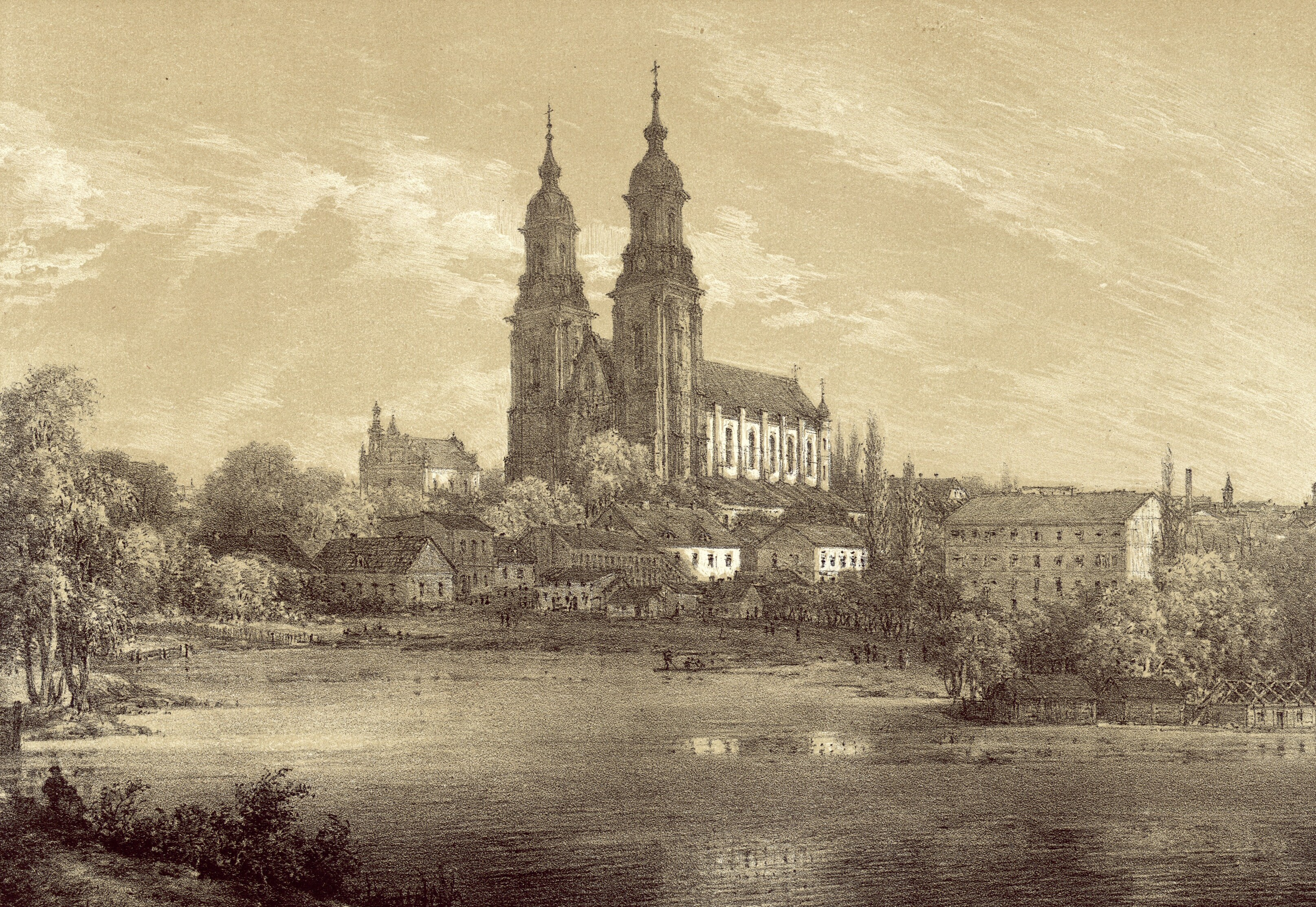
Gniezno, 1880

Napoleon Mateusz Tadeusz Orda herbu własnego, bial. Напалеон Матэўш Тадэўш Орда (ur. 30 stycznia?/11 lutego 1807 w Worocewiczach, zm. 26 kwietnia 1883 w Warszawie) – polski rysownik, malarz, pianista i kompozytor.
Napoleon Orda jest autorem ponad tysiąca akwarel i rysunków przedstawiających widoki z obszaru dawnej Rzeczypospolitej Obojga Narodów, stworzonych w latach 1872–1880. Jego dzieła są często jedynym źródłem dokumentującym wygląd setek rezydencji i innych budowli.

## Życiorys
Pochodził ze średniozamożnej rodziny szlacheckiej, syn Michała i Józefy z Butrymowiczów. Ojciec był marszałkiem szlachty powiatu kobryńskiego. Ochrzczony został 24 lutego w kościele pw. Podwyższenia Krzyża Świętego w pobliskim Janowie. Imię Napoleon otrzymał na cześć Napoleona Bonaparte.
Szkołę ukończył w Świsłoczy. Od 1823 studiował matematykę na Uniwersytecie Wileńskim. Studiów nie ukończył z powodu aresztowania za działalność w nielegalnej organizacji studenckiej "Zorzanie". Przez ponad rok był więziony. Za udział w powstaniu listopadowym został odznaczony Złotem Krzyżem Virtuti Militari (za bitwę pod Kockiem) i awansowany do stopnia kapitana.
W 1833 zmuszony do emigracji, zamieszkał w Paryżu, gdzie dotarł pieszo po upadku powstania. Na emigracji zaprzyjaźnił się z Fryderykiem Chopinem. U niego oraz u Ferenca Liszta pobierał nauki gry na fortepianie i kompozycji. Komponował później, pozostając pod wyraźnym wpływem mistrza, dość konwencjonalne polonezy, mazurki, walce i nokturny. W 1833 rozpoczął również naukę rysunku u pejzażysty Pierre’a Girarda. Odbywał liczne podróże, podczas których malował i rysował weduty (pejzaże architektoniczne) miast i innych obiektów architektonicznych Francji, Anglii, Szkocji, Belgii, Holandii, Nadrenii, Hiszpanii, Portugalii i północnej Afryki.
Ożenił się z Francuzką Ireną Bougle d'Hogger. W Paryżu prowadził Dom Komisowy (Maison de Commission). Od 1847 był dyrektorem paryskiej Opery Włoskiej do czasu jej zamknięcia w okresie rewolucji lutowej (1848). Brał aktywny udział w życiu Wielkiej Emigracji. Od 1839 był członkiem Towarzystwa Historyczno-Literackiego, a od 1848 również Komitetu Emigracji Polskiej.
Gdy w 1856 car Aleksander II ogłosił amnestię dla powstańców, Orda wrócił do rodzinnych Worocewicz. W 1862 zamieszkał w Wierzchowni na Ukrainie jako guwerner w domu generała Adama Rzewuskiego. W 1860 utrwalił na papierze rodzinne Worocewicze i od tej pory jego pasją stało się rysowanie polskich Kresów.

### Twórczość
W 1872 roku zaczął realizować dzieło swego życia. Podczas corocznych, odbywanych w lecie podróży, systematycznie utrwalał zabytkowe miejsca. W latach 1872–1874 Wołynia, Podola i Ukrainy. W latach 1875–1877 Litwy, Żmudzi, Inflant i Rusi Białej. W latach 1878–1879 rysował zabytki Galicji, Poznańskiego, Prus Królewskich. W 1880 roku sportretował tereny Królestwa Polskiego. Orda sygnował i opisywał swoje prace na rysunkach.
Siedemdziesięcioletni artysta, ogarnięty pasją stworzenia wizualnej dokumentacji polskich zabytków architektonicznych, przemierzał kraj rzemiennym dyszlem, bryczką, wozem, a często na własnych nogach, aby uchronić dla potomnych przed niszczycielskim działaniem czasu świat stanowiący ważną część dziedzictwa kulturowego Polaków. Twórczość jego nie jest pozbawiona pewnych niedostatków warsztatowych, szczególnie dotyczących perspektywy wykreślnej, co w przypadku malowania architektury jest nieraz zauważalne. Wykształcił jednak swój rozpoznawalny styl, oddający charakter polskich krajobrazów. Nie pozostał po nim żaden diariusz podróży, wiadomo jedynie, że przemierzał w latach 1860–1877 gubernię grodzieńską, 1862–1876 wołyńską, 1864–1876 mińską, 1870–1874 kijowską, 1871–1873 podolską, 1875–1876 kowieńską i witebską, 1875–1877 wileńską, 1877 mohylewską i w latach 1878–1880 przebywał w Wielkopolsce, Galicji i Królestwie Polskim.
Za jego życia ukazało się osiem serii rysunków i akwarel w ramach albumu zatytułowanego Album widoków historycznych Polski poświęcony Rodakom. Zawierały one 260 litografowanych rysunków i akwarel spośród ponad tysiąca wykonanych przez autora. Rysunki na kamień litograficzny przeniósł Alojzy Misierowicz (Misyrowicz), zaś odbitki wykonane zostały w pracowni litograficznej Maksymiliana Fajansa.
Ciężko chory zmarł 26 kwietnia 1883 w Warszawie w szpitalu ewangelickim. Napoleon Orda został pochowany w Janowie koło Kobrynia. W tamtejszym kościele znajduje się krzyż wykonany własnoręcznie przez Ordę, odnaleziony w 1995 w podziemiach katedry pińskiej. Cmentarz w Janowie został doszczętnie zniszczony po 1980 przy budowie szkoły. Miejsce pochówku upamiętnia jedynie stara morwa, górna połowa płyty nagrobnej znajduje się w Muzeum Polesia w Pińsku. W 1997 na rynku w Janowie został odsłonięty pomnik Ordy autorstwa Igora Gołubiewa przedstawiający artystę na pniu drzewa ze szkicownikiem, na rozstaju dróg do Worocewicz stanął zaś kamień z płaskorzeźbioną lirą i paletą.
Duża część jego prac przechowywana jest w zbiorach Muzeum Narodowego w Warszawie i w Krakowie.